# Wapen van Hollandscheveld

Het Wapen van Hollandscheveld is een niet bij de Hoge Raad van Adel geregistreerd, dus niet erkend, dorpswapen. Het dorp Hollandscheveld hoort bij de Nederlandse gemeente Hoogeveen.

## Beschrijving
De beschrijving van het wapen van Hollandscheveld luidt als volgt:
Van azuur beladen met twee gekruiste sleutels van keel met de baarden naar boven; aan beide zijden vergezeld van een gouden bijenkorf, waarboven twee bijen van hetzelfde; over alles heen paalsgewijs een veenschop van sabel met het handvat naar beneden.
Het blauw op het wapen staat voor het water, de schop op het wapen staat tevens ook op de windwijzer van de kerk van Hollandscheveld, het staat voor een veenschop die tijdens de ontginning van Drenthe en Groningen gebruikt werden om de bovenste veenlaag weg te halen.
De bijenkorven op het wapen komen oorspronkelijk uit het gemeentewapen van Hoogeveen. De bijenkorven met de bijen stonden niet in de plaats Hoogeveen zelf, maar daar buiten, dus in het Hollandscheveld.
De sleutels in het wapen zijn afkomstig uit het wapen van Leiden.
Had het wapen wel erkend geweest, dan zou het een raadselwapen betreffen, omdat de kleuren blauw, rood en zwart elkaar in een wapen niet aan mogen raken.
Anloo
· Beilen
· Borger
· Dalen
· Diever
· Dwingeloo
· Eelde
· Gasselte
· Gieten
· Havelte
· Nijeveen
· Norg
· Odoorn
· Oosterhesselen
· Peize
· Roden
· Rolde
· Ruinen
· Ruinerwold
· Schoonebeek
· Sleen
· Smilde
· Vledder
· Vries
· Westerbork
· De Wijk
· Zuidlaren
· Zuidwolde
· Zweeloo

Dorpswapens:
Hollandscheveld
· Wapse
· Zorgvlied